# グスタボ・サパタ
グスタボ・ミゲル・サパタ（Gustavo Miguel Zapata, 1967年10月15日 - ）は、アルゼンチン・ブエノスアイレス州出身の元同国代表サッカー選手、サッカー指導者。現役時代のポジションはミッドフィールダー(守備的MF)。心理学者の妻との間に一男二女がいる。

## 経歴
1986年にCAテンペルレイからプロデビュー。1989年にはCAリーベル・プレートに移籍し、25歳ながらキャプテンも務めた。1993年10月にJリーグの横浜マリノスに推定年俸1億円で、現役アルゼンチン代表として加入、派手なプレーはほとんどなかったが、野田知と良いコンビを組み、効果的なプレーで、守備面での貢献だけでなく、中盤の底からのパス出しでゲームを組み立てた。1994年11月9日の名古屋グランパス戦でJリーグ初ゴールを決めた。在籍した3年半の間にリーグ通算95試合出場して3得点を挙げ、1995年には1stステージ優勝、Jリーグチャンピオンシップのヴェルディ川崎戦では1stレグ、2ndレグ共に先発フル出場して、Jリーグ年間優勝に貢献した。1997年に母国のCAサン・ロレンソ・デ・アルマグロに移籍し、2001年はCAチャカリタ・ジュニアーズでプレーして、同年に現役引退した。
アルゼンチン代表としては1991年と1993年のコパ・アメリカ優勝に貢献し、1994 FIFAワールドカップ予選ではワールドカップ出場権をかけて争われた、大陸間プレーオフのオーストラリア戦にも出場し、大会出場に貢献したが、ワールドカップ本大会出場のメンバーには選出されなかった。また1997年のコパ・アメリカではレギュラーを務め、1998 FIFAワールドカップ・南米予選にも出場、1998年3月10日ブルガリアとの親善試合でもフル出場したが、1998 FIFAワールドカップのメンバーには選出されなかった。
現役時代にコーチライセンスを取得し、2002年にCAヌエバ・チカゴのアシスタントコーチに就任してネストル・ゴロシート監督を支えた。その後もCAサン・ロレンソ・デ・アルマグロ、CAラヌース、CAロサリオ・セントラル、CAリーベル・プレートでアシスタントコーチを務め、ゴロシート監督とコンビを組んだ。

## 個人成績
| 国内大会個人成績 | 国内大会個人成績 | 国内大会個人成績 | 国内大会個人成績 | 国内大会個人成績 | 国内大会個人成績 | 国内大会個人成績 | 国内大会個人成績 | 国内大会個人成績   | 国内大会個人成績   | 国内大会個人成績 | 国内大会個人成績 |
| 年度             | クラブ           | 背番号           | リーグ           | リーグ戦         | リーグ戦         | リーグ杯         | リーグ杯         | オープン杯         | オープン杯         | 期間通算         | 期間通算         |
| 年度             | クラブ           | 背番号           | リーグ           | 出場             | 得点             | 出場             | 得点             | 出場               | 得点               | 出場             | 得点             |
| アルゼンチン     | アルゼンチン     | アルゼンチン     | アルゼンチン     | リーグ戦         | リーグ戦         | リーグ杯         | リーグ杯         | アルヘンティーナ杯 | アルヘンティーナ杯 | 期間通算         | 期間通算         |
| ---------------- | ---------------- | ---------------- | ---------------- | ---------------- | ---------------- | ---------------- | ---------------- | ------------------ | ------------------ | ---------------- | ---------------- |
| 1989-90          | リーベル         |                  | プリメーラ       |                  |                  |                  |                  |                    |                    |                  |                  |
| 1990-91          | リーベル         |                  | プリメーラ       | 32               | 0                |                  |                  |                    |                    |                  |                  |
| 1991-92          | リーベル         |                  | プリメーラ       | 28               | 1                |                  |                  |                    |                    |                  |                  |
| 1992-93          | リーベル         |                  | プリメーラ       | 36               | 0                |                  |                  |                    |                    |                  |                  |
| 1993-94          | リーベル         |                  | プリメーラ       | 1                | 0                |                  |                  |                    |                    |                  |                  |
| 日本             | 日本             | 日本             | 日本             | リーグ戦         | リーグ戦         | リーグ杯         | リーグ杯         | 天皇杯             | 天皇杯             | 期間通算         | 期間通算         |
| 1993             | 横浜M            | -                | J                | 3                | 0                | 0                | 0                | 3                  | 0                  | 6                | 0                |
| 1994             | 横浜M            | -                | J                | 20               | 2                | 2                | 0                | 4                  | 0                  | 26               | 2                |
| 1995             | 横浜M            | -                | J                | 46               | 1                | -                | -                | 0                  | 0                  | 46               | 1                |
| 1996             | 横浜M            | -                | J                | 26               | 0                | 11               | 2                | 1                  | 0                  | 38               | 2                |
| アルゼンチン     | アルゼンチン     | アルゼンチン     | アルゼンチン     | リーグ戦         | リーグ戦         | リーグ杯         | リーグ杯         | アルヘンティーナ杯 | アルヘンティーナ杯 | 期間通算         | 期間通算         |
| 1996-97          | サン・ロレンソ   |                  | プリメーラ       | 14               | 0                |                  |                  |                    |                    |                  |                  |
| 1997-98          | サン・ロレンソ   |                  | プリメーラ       | 24               | 0                |                  |                  |                    |                    |                  |                  |
| 1998-99          | サン・ロレンソ   |                  | プリメーラ       | 8                | 0                |                  |                  |                    |                    |                  |                  |
| 1999-00          | サン・ロレンソ   |                  | プリメーラ       |                  |                  |                  |                  |                    |                    |                  |                  |
| 2000-01          | チャカリタ       |                  | プリメーラB      | 11               | 0                |                  |                  |                    |                    |                  |                  |
| 通算             | アルゼンチン     | アルゼンチン     | プリメーラ       |                  |                  |                  |                  |                    |                    |                  |                  |
| 通算             | アルゼンチン     | アルゼンチン     | プリメーラB      | 11               | 0                |                  |                  |                    |                    |                  |                  |
| 通算             | 日本             | 日本             | J                | 95               | 3                | 13               | 2                | 8                  | 0                  | 116              | 5                |
| 総通算           |                  |                  |                  |                  |                  |                  |                  |                    |                    |                  |                  |

その他の公式戦
- 1995年
  - Jリーグチャンピオンシップ 2試合0得点
- 1996年
  - サンワバンクカップ 1試合0得点
  - スーパーカップ 1試合0得点

## 代表歴
- 1991年 - 1998年 アルゼンチン代表
  - 1991年 - コパ・アメリカ (優勝)
  - 1993年 - コパ・アメリカ (優勝)
  - 1997年 - コパ・アメリカ
  - 1997年 - FIFAワールドカップ1998・南米予選

### 試合数
- 国際Aマッチ 26試合（1991年-1998年）[9]

| アルゼンチン代表 | 国際Aマッチ | 国際Aマッチ |
| 年               | 出場        | 得点        |
| ---------------- | ----------- | ----------- |
| 1991             | 4           | 0           |
| 1992             | 0           | 0           |
| 1993             | 14          | 0           |
| 1994             | 0           | 0           |
| 1995             | 0           | 0           |
| 1996             | 0           | 0           |
| 1997             | 7           | 0           |
| 1998             | 1           | 0           |
| 通算             | 26          | 0           |